# از پشت خنجر زدن برای تازه‌کارها
از پشت خنجر زدن برای تازه‌کارها (به انگلیسی: Backstabbing for Beginners) فیلمی محصول سال ۲۰۱۸ و به کارگردانی پر فلی است. در این فیلم بازیگرانی همچون بن کینگزلی، تئو جیمز، بلچیم بیلگین، جکلین بیسیت، روسیف ساترلند، ریچل ویلسون، برایان مارکینسون و ایدن دوین ایفای نقش کرده‌اند.